# حشره‌خوار پنجه‌بلند کلارت
 حشره‌خوار پنجه‌بلند کلارت (نام علمی: Feroculus feroculus) نام یک گونه از زیرخانواده حشره‌خوار دندان‌سفید است.